# Nordre Ringvej (Ringsted)
 For alternative betydninger, se Nordre Ringvej. (Se også artikler, som begynder med Nordre Ringvej)
Nordre Ringvej  er en to sporet ringvej der går igennem det vestlige Ringsted. Vejen er en del af sekundærrute 215  der går fra Ringsted til Ugerløse, og er med til at lede den tung trafikken uden om Ringsted Centrum, så byen ikke bliver belastet af så meget gennemkørende trafik.
Vejen forbinder Sorøvej i syd med Holbækvej i nord, og har forbindelse til , Sct Bendtsgade , Bjergbakken, Amtstue Alle , Nørregade, Sct Jørgens Alle,  frakørsel 36 Ringsted N og Holbækvej.